# Stazione di Asti
La stazione di Asti è una stazione ferroviaria della linea Torino-Genova al servizio dell'omonima città; da essa si diramano le ferrovie Asti-Genova via Acqui Terme, Alba/Castagnole-Mortara e Chivasso-Asti, quest'ultima utilizzata soltanto come ferrovia turistica.

## Storia
La stazione è stata inaugurata nel 1849, con l'attivazione della tratta Trofarello-Asti della linea Torino-Genova.
Nel 1997 il deposito locomotive annesso alla stazione venne declassato a rimessa.
Dal 2001 la gestione dell'intera linea, e con essa quella della stazione di Asti, passò in carico a Rete Ferroviaria Italiana la quale ai fini commerciali classifica l'impianto nella categoria "Gold".
Il 6 settembre 2010 fu interrotto il servizio sulla tratta Mortara-Asti, a causa di cedimenti strutturali della galleria presso Ozzano Monferrato. Lo stesso avvenne per la Chivasso-Asti dal 1º settembre 2011, a causa dell'instabilità di alcune gallerie che necessitavano di ingenti interventi per la messa in sicurezza.
La pesante situazione economico-finanziaria della Regione Piemonte indusse la stessa a sospendere i contratti di servizio su numerose linee secondarie di propria competenza, portando dal 17 giugno 2012 alla definitiva sospensione del servizio sulla Castagnole-Asti-Mortara e la Chivasso-Asti; terminato da tempo il servizio merci, il contratto di servizio con Trenitalia per il trasporto passeggeri non venne dunque più rinnovato. La stazione rimase quindi servita soltanto dalla principale linea Torino-Genova e la Asti-Genova.
L'11 novembre 2018 è stata inaugurata la riapertura come ferrovia turistica delle tratte Asti-Castagnole-Nizza, con due treni storici della Fondazione FS da Torino, di cui il primo a vapore (giunto da Torino a trazione elettrica) e il secondo con un locomotore a diesel.
In vista della riapertura della linea Chivasso-Asti a scopi turistici, il 29 settembre 2022 un treno speciale, composto da due automotrici ALn 668, effettuò per la prima volta dopo un decennio, una corsa prova nel tratto tra Asti e Montiglio.
Dal 2 ottobre 2022, in occasione della "Fiera Nazionale del Tartufo" a Montiglio, è stata inaugurata la riapertura della linea Chivasso-Asti, anch'essa come ferrovia turistica e nella stazione ha fatto fermata lo stesso treno (composto dalle automotrici ALn 668) proveniente da Cuneo.

## Strutture e impianti
La stazione,  gestita da Rete Ferroviaria Italiana dispone di un fabbricato viaggiatori che si compone di tre corpi, distinti fra loro, collegati da una galleria in vetro. Il corpo centrale è strutturato su due livelli di cui soltanto il piano terra è aperto al pubblico. 
Le gallerie in vetro ospitano alcuni servizi commerciali e collegano il corpo centrale ai due laterali; questi due edifici sono molto simili fra loro: si tratta di due strutture su due livelli in muratura, tinteggiati di bianco e di pianta rettangolare.
La stazione dispone di uno scalo merci ed era dotata di un deposito locomotive dotato di piattaforma girevole. È inoltre presente un centro per la manutenzione dei locomotori della Siemens.

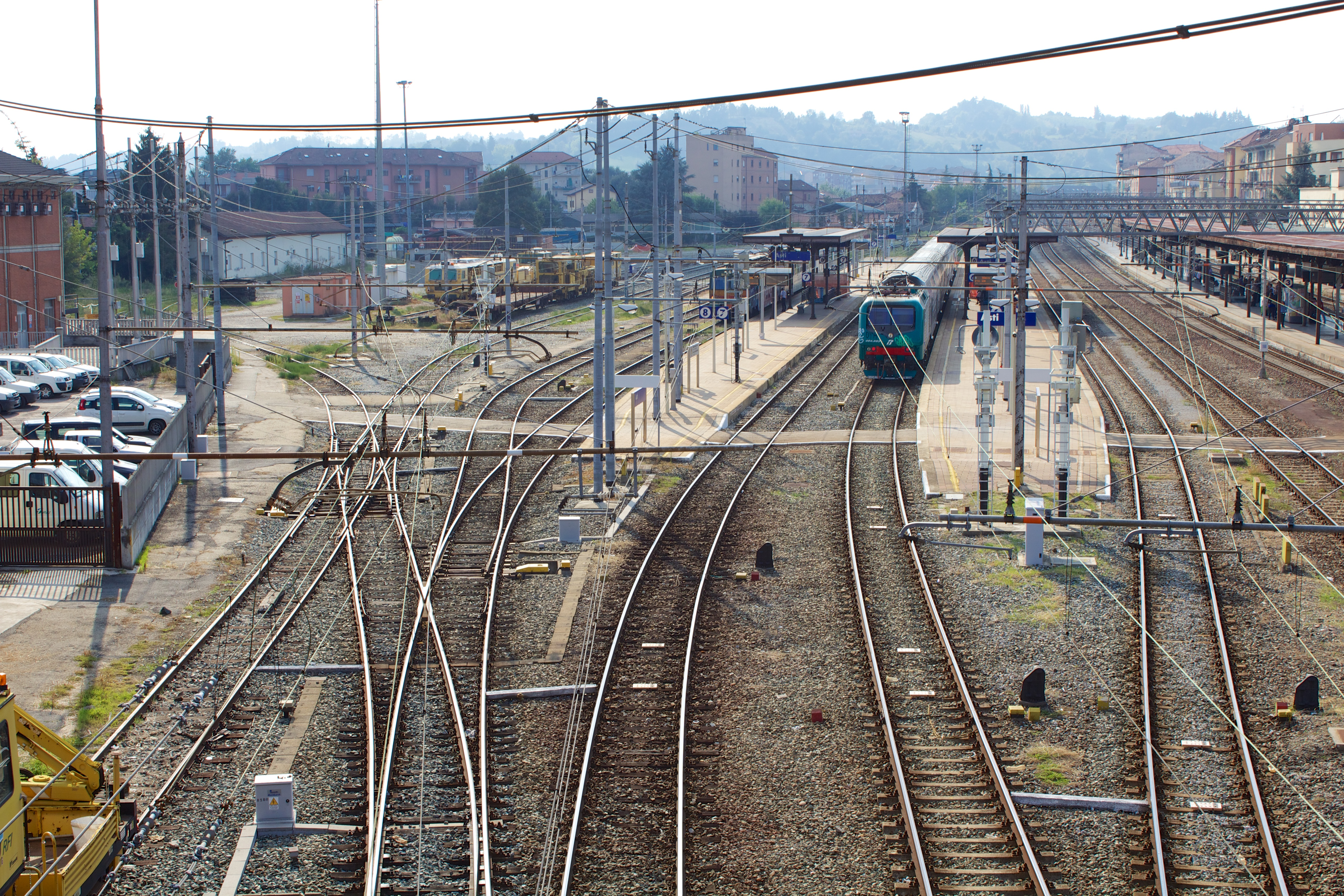
Scorcio aereo sui binari della stazione di Asti

Il piazzale si compone di nove binari destinati al trasporto passeggeri e merci:
- binario 1: è utilizzato per incroci e precedenze e per i treni che hanno questa stazione come capolinea; in passato era utilizzato per i treni della linea Chivasso-Asti e Asti-Casale-Mortara;
- binario 2: è il binario di corsa della linea Torino-Genova usato dai treni in direzione Genova;
- binario 3: è il binario di corsa della linea Torino-Genova usato dai treni in direzione Torino;
- binari 4 e 9: non dispongono di banchina e vengono utilizzati per incroci e precedenze;
- binario 5: è utilizzato dai treni della linea 6 del servizio ferroviario metropolitano di Torino;
- binari 6, 7 e 8: sono utilizzati per i treni che hanno questa stazione come capolinea.

Tutti i binari, salvo il 4 e il 9, sono dotati di banchina, protetti da una lunga pensilina in ferro battuto e collegati fra loro da un sottopassaggio e ascensore.
Sono inoltre presenti numerosi altri binari, non elettrificati, dedicati al servizio merci.
Nel 2006 vennero condotti alcuni lavori di ristrutturazione che riguardarono il fabbricato viaggiatori e il piazzale antistante.

## Movimento
La stazione è servita dai treni del Servizio Ferroviario Metropolitano di Torino, linea SFM 6 e dai treni regionali svolti da Trenitalia nell'ambito del contratto di servizio stipulato con la Regione Piemonte, oltre dai collegamenti a lunga percorrenza.
Dal 2018 l'impianto è servito su calendario da treni storici della Fondazione FS, in relazione alle linea Alba-Asti/Nizza e Chivasso-Asti.
La stazione è frequentata da circa 6 milioni di passeggeri annui.

## Servizi
La stazione, che RFI classifica nella categoria "Gold", dispone di:
- Biglietteria a sportello
- Biglietteria automatica
- Negozi
- Posto di Polizia ferroviaria
- Sala d'attesa
- Servizi igienici

## Interscambi
Presso la stazione hanno transito/origine le autocorse urbane dell'ASP e suburbane di GTT e ARFEA; oltre al servizio taxi.
- Stazione taxi
- Fermata autobus